# Karnali (strefa)
Karnali (nep. कर्णाली) – jedna ze stref w regionie Madhja-Paśćimańćal, w Nepalu. Jest to największa strefa Nepalu, równocześnie jest też jedną najuboższych.
Karnali dzieli się na 5 dystryktów:
- Dystrykt Dolpa (Dolpa),
- Dystrykt Humla (Simikot),
- Dystrykt Jumla (Jumla Khalanga),
- Dystrykt Kalikot (Kalikot),
- Dystrykt Mugu (Gamgadhi).